# Amt Schönburg
Das Amt Schönburg war eine zum Hochstift Naumburg-Zeitz gehörige territoriale Verwaltungseinheit. 1544 ging es im Amt Naumburg auf und gehörte mit diesem seit 1564 zum Kurfürstentum Sachsen.

## Geographische Lage
Das Amt Schönburg lag auf dem rechten Ufer der Saale östlich von Naumburg zwischen der Wethau im Westen und dem Kötschbach im Osten. Angrenzende Verwaltungseinheiten waren im Norden das wettinische Amt Freyburg, im Osten und Süden das wettinische Amt Weißenfels und im Westen das zum Hochstift Naumburg-Zeitz gehörige Weichbild der Stadt Naumburg.
Das Amtsgebiet liegt heute im Land Sachsen-Anhalt und umfasst das Gemeindegebiet von Schönburg (Saale) und anteilig zwei Ortsteile der Stadt Teuchern im Burgenlandkreis.

## Geschichte

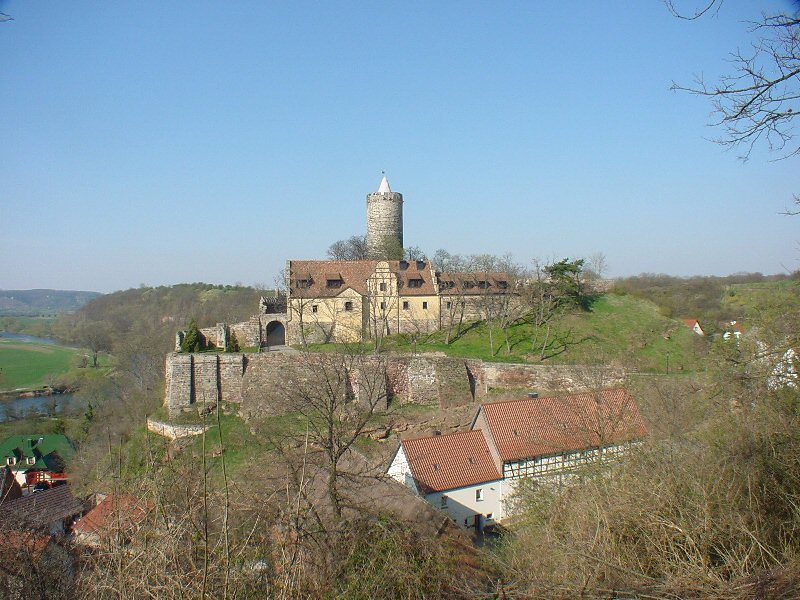
Die Schönburg an der Saale

Die Burg Schönburg wurde 1137 erstmals urkundlich erwähnt. Sie befand sich im Besitz der Bischöfe von Naumburg und war vom 13. Jahrhundert bis zur Reformation unmittelbar und lehnfrei. Im Wesentlichen 1175 bis 1250 erbaut, wurde die Burg vermutlich von den Bischöfen selbst angelegt, seit 1166 wohnten auf ihr bischöflich-naumburgische Ministeriale, welche seit 1174 mit dem Namen „Schönburg“ genannt wurden (siehe Schönburg (Adelsgeschlecht) und Schönberg (Adelsgeschlecht)). Von 1157 bis 1668 verwalteten Kastellane die Schönburg.
Seit dem 12. Jahrhundert bildete der Burgward Schönburg östlich von Naumburg mit zwölf umliegenden Dörfern einen größeren zum Hochstift Naumburg/Zeitz gehörigen Güterbezirk an der Grenze zum wettinischen Amt Weißenfels. Der Umfang des Burgwardsbezirks Schönburg wurde in einer Urkunde des Markgrafen Dietrich von Landsberg 1278 beschrieben. Er lag ausschließlich östlich der Saale, die seine Westgrenze bildete. Zunächst gehörten zu ihm die zwölf Dörfer Gröbitz (anteilig), Plotha (anteilig), Ober-, Mittel- und Unter-Possenhain, Babendorf, Böllnitz, Bohndorf, Kathewitz, Öblitz und Pfaffendorf. Zu dieser Zeit gab es einen Ort Schönburg noch nicht. Die Ansiedlung Schönburg bestand aus wenigen Häusern um die Burg, in denen Burgbedienstete wohnten. Im Sächsischen Bruderkrieg (1446–1451) eroberte Apel von Vitzthum im Dienste des Landgrafen Wilhelm III. die Burg, wobei diese ausbrannte. Aufgrund tiefgreifender Veränderungen der Agrarwirtschaft im 13. und 14. Jahrhundert und infolge von Verwüstungen im Sächsischen Bruderkrieg wurden die Orte Babendorf, Böllnitz, Bohndorf, Kathewitz, Öblitz, Pfaffendorf und zwei Dörfer Possenhain aufgegeben. Um besseren Schutz vor Gefahren zu finden, zogen die Bewohner dieser Orte näher an die Burg, wodurch das heutige Dorf Schönburg entstand.
1355 wurde die Burg Schönburg für kurze Zeit an das Naumburger Domkapitel verpfändet. Im 14. Jahrhundert wurde sie Sitz eines bischöflichen Amtmanns. Zum Amt Schönburg gehörten die vier Dörfer Schönburg, Possenhain, Plotha (anteilig) und Gröbitz (anteilig). Später fielen noch die innerhalb des Burgwards Schönburg gelegenen Besitzungen von Gröbitz wüst. Das Amt Schönburg war das wichtigste und älteste Naumburger Hochstiftsamt an der Saale.
Nach der Leipziger Teilung 1485 kam das Hochstift Naumburg und seine Ämter unter die Vogtei des ernestinischen Kurfürstentums Sachsen. Der Streubesitz der Naumburger Bischöfe um ihre Bischofskirche an der Saale wurde 1544 im Amt Naumburg zusammengefasst, in dem somit die älteren Ämter Schönburg und Saaleck, der Besitz der säkularisierten Klöster St. Georg und St. Moritz sowie das städtische Weichbild von Naumburg aufgingen.
Mit dem Tod des letzten Naumburger Bischofs Julius von Pflug im Jahre 1564 ging das Hochstift Naumburg mit seinen Ämtern an den albertinischen Kurfürsten August I. von Sachsen als Administrator über. Es wurde somit Nebenland des Kurfürstentums Sachsen. 1570 wurde die Burg Schönburg von den Kurfürsten verpachtet – zunächst wiederum an das Domkapitel von Naumburg. Im Renaissancebau der Vorburg wurde um etwa 1650 die Försterei eingerichtet, die für einige Jahrhunderte dort verblieb. An den ungenutzten Gebäuden begann der Verfall. 1668 wurden die zur Burg gehörenden Amtsgüter an die Bauern von Schönburg und Possenhain verkauft.

## Zugehörige Orte
Burgen
- Burg Schönburg

Orte
- Schönburg
- Possenhain
- Plotha (links des Kötschbachs)

Wüstungen
- Babendorf
- Böllnitz
- Bohndorf
- Gröbitz (Anteil des Burgwards Schönburg)
- Kathewitz
- Öblitz
- Pfaffendorf
- Possenhain (zwei von drei Dörfern gleichen Namens)